# Nationaal park Nki
Het nationaal park Nki is een nationaal park van 3.093 km² in het zuidoosten van Kameroen, gelegen in het zuiden van de regio Est. Het park ligt, net als het nationaal park Lobéké en het nationaal park Boumba Bek op het grondgebied van de gemeente Moloundou in het departement Boumba-et-Ngoko van de regio Est. Nki ligt evenwel slechts deels in Moloundou, het westelijk deel van het park ligt op grondgebied van de gemeente Ngoyla in het departement Haut Nyon.  Het park ligt in het Kongobekken en wordt in het zuiden begrensd door de loop van de Ngoko, een zijrivier van de Sangha. De Dja, een van de twee rivieren die de Ngoko voeden, stroomt door het nationaal park.
Het nationaal park werd op 17 oktober 2005 opgericht. Vanwege de afgelegen ligging wordt Nki beschreven als 'de laatste echte wildernis'. Het park heeft een groot en gevarieerd ecosysteem en het is de thuisbasis van meer dan 265 soorten vogels, en de bossen van Kameroen bevatten enkele van de hoogste bevolkingsdichtheid van bosolifanten van elk land met een olifantendichtheid van ongeveer 2,5 per vierkante kilometer voor Nki en het naburige nationaal park Boumba Bek samen. Deze dieren zijn het slachtoffer van stroperij, wat een groot probleem is sinds een economische depressie in de jaren tachtig van de 20e eeuw. De inheemse bevolking treedt in de voetsporen van de stropers, aangetrokken door de financiële mogelijkheden. De verwijdering van de houtkapindustrie uit het park is daarentegen een succes geweest; het wordt niet langer beschouwd als een grote bedreiging voor de wildernis van Nki.
Het Wereld Natuur Fonds is sinds de jaren 1980 bezig met het behoud van het park, inclusief de afbouw van de houtkap. Die conversie stuitte op kritiek, vooral door leden van het afgelegen dorp Ndongo, Kameroen. Voordat WWF arriveerde, was Ndongo een bruisende houthakkersdorp met 300 inwoners met redelijk goede wegen en overvloedige werkmogelijkheden. Toen de organisatie zich eenmaal had gevestigd, zette ze de houtkapbedrijven onder druk om op een milieuvriendelijkere manier te werken. De houtkapbedrijven trokken zich in 1988 terug uit het dorp, waardoor kapotte machines achterbleven en de economie van Ndongo ernstige schade opliep. 
Drieënzeventig bais, of open plekken in het woud, zijn ontdekt in Nki National Park. In april 2006, tijdens het zoeken naar olifantengroepen, ontdekte een WWF-team de grootste bai in de regio, Ikwa Bai. Tijdens de exploratie waren 21 olifanten en 16 buffels op deze ene bai.